# Odo tulum
Espèce
Odo tulum est une espèce d'araignées aranéomorphes de la famille des Xenoctenidae.

## Distribution
Cette espèce est endémique du Quintana Roo au Mexique.

## Description
La femelle holotype mesure 8,15 mm.

## Étymologie
Son nom d'espèce lui a été donné en référence au lieu de sa découverte, Tulum.

## Publication originale
- Alayón, 2003 : Nueva especie de Odo (Araneae: Zoridae) de la Península de Yucatán, México. Revista Ibérica de Aracnología, vol. 7, no , p. 231-233 (texte intégral).